# 日月星杯中韓囲棋対抗戦
日月星杯中韓囲棋対抗戦（にちげつせいはい ちゅうかんいきたいこうせん、日月星杯中韩围棋对抗赛、일월성배 한중대항전）は中国と韓国による囲碁の国際棋戦。2005年に北京及びソウルで開催された。各5人による対抗戦を全5戦行う予定だったが、都合により4戦までで終了した。
- 主催 中国中央電視台、中国囲棋協会
- 共催 YTN、韓国棋院
- 後援 大慶天円日月星蚤白有限公司
- 協力 北京十環創智、現代起亜机機、北京超塵文化発展有限公司
- 優勝賞金 70万元

## 方式
- 各チーム5人による対抗戦を、北京で2戦、ソウルで2戦、中国で1戦の計5戦を行い、総合成績で勝敗を決める。
- ルールは中国ルール
- 持時間は、各10分、使い切ると30秒の秒読み

## 結果
- 第1戦（2月4日、北京）

| 中国   | 3 | 2 | 韓国   |
| 胡耀宇 | ○ | × | 朴永訓 |
| 羅洗河 | × | ○ | 金成龍 |
| 王檄   | ○ | × | 宋泰坤 |
| 周鶴洋 | ○ | × | 劉昌赫 |
| 王磊   | × | ○ | 崔哲瀚 |

- 第2戦（2月5日、北京）

| 韓国   | 3 | 2 | 中国   |
| 金成龍 | × | ○ | 胡耀宇 |
| 劉昌赫 | ○ | × | 王磊   |
| 朴永訓 | ○ | × | 王檄   |
| 宋泰坤 | × | ○ | 周鶴洋 |
| 崔哲瀚 | ○ | × | 羅洗河 |

- 第3戦（5月12日、ソウル）

| 中国   | 4 | 1 | 韓国   |
| 羅洗河 | ○ | × | 劉昌赫 |
| 王磊   | ○ | × | 宋泰坤 |
| 王檄   | ○ | × | 金成龍 |
| 周鶴洋 | ○ | × | 朴永訓 |
| 胡耀宇 | × | ○ | 崔哲瀚 |

- 第4戦（5月13日、ソウル）

| 韓国   | 3 | 2 | 中国   |
| 宋泰坤 | × | ○ | 羅洗河 |
| 朴永訓 | × | ○ | 王磊   |
| 金成龍 | ○ | × | 周鶴洋 |
| 劉昌赫 | ○ | × | 胡耀宇 |
| 崔哲瀚 | ○ | × | 王檄   |

第4戦までで、中国11-9韓国の成績だったが、第5戦はスポンサーの十環創智の都合で開催できなくなり、2010年時点で賞金の支払いもされていないと発表されている。 

## 注
1. ↑  中国棋院又再“欠薪” 刘昌赫联名抗议追讨奖金 アーカイブ 2013年12月24日 - ウェイバックマシン
2. ↑  “中国棋院称罪不在己 承办方拖沓致日月星杯停办”. 2016年3月4日時点のオリジナルよりアーカイブ。2010年12月15日閲覧。